# Палаццо Фарнезе
Палаццо Фарнезе (італ. Palazzo Farnese) — один з найвідоміших і найкрасивіших римських палаців, вважається одним з найкращих зразків ренесансного стилю. Вже понад сто років у палаці розміщується посольство Франції.

## Опис
Створення палаццо Фарнезе пов'язано з іменами Антоніо да Сангалло Молодшого, Мікеланджело і Віньола. У 1514 кардинал Фарнезе, висвячений Олександром VI розпочав будівництво свого палацу. Ставши папою Павлом III, Фарнезе доручає будівництво Антоніо да Сангалло який і вів до 1546 будівництво. Він побудував величну триповерхову будівлю, через парадний вхід якої відкривався вид на прекрасний внутрішній дворик, а звідти — через аркаду лоджії — на Тибр. Була навіть ідея побудувати міст, який зв'язав би палаццо Фарнезе з розташованою на протилежному березі річки віллою Фарнезіна, що належала цій же ж родині. Мікеланджело, який очолив роботу в 1546, вніс ряд змін, зокрема доповнив головний фасад величезним виступаючим карнизом, що додає йому монументальність і завершеність. Фасад з боку віа Джуліа створений Віньолою.

## Галерея

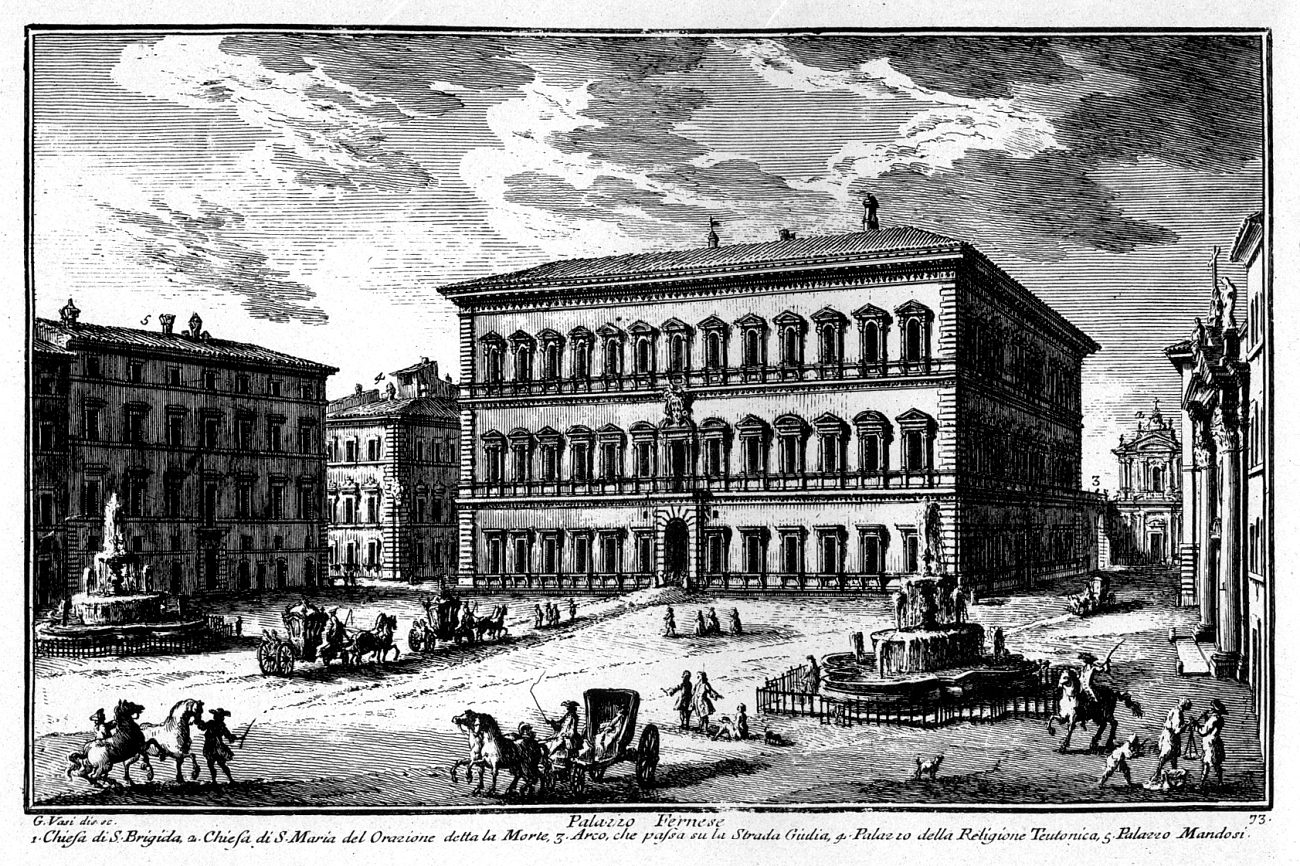
Гравюра, 1750-і
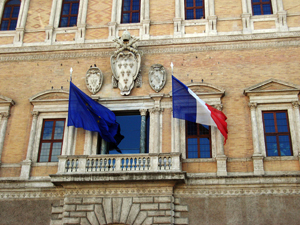
Герб Папи Павла III
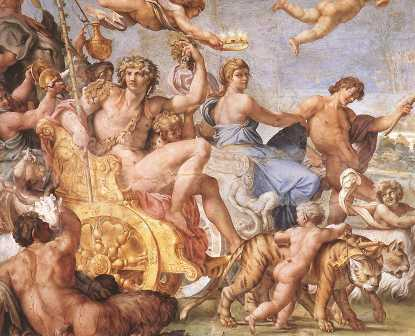
Деталь «Тріумфу Вакха й Аріадни», Аннібале Карраччі, 1595
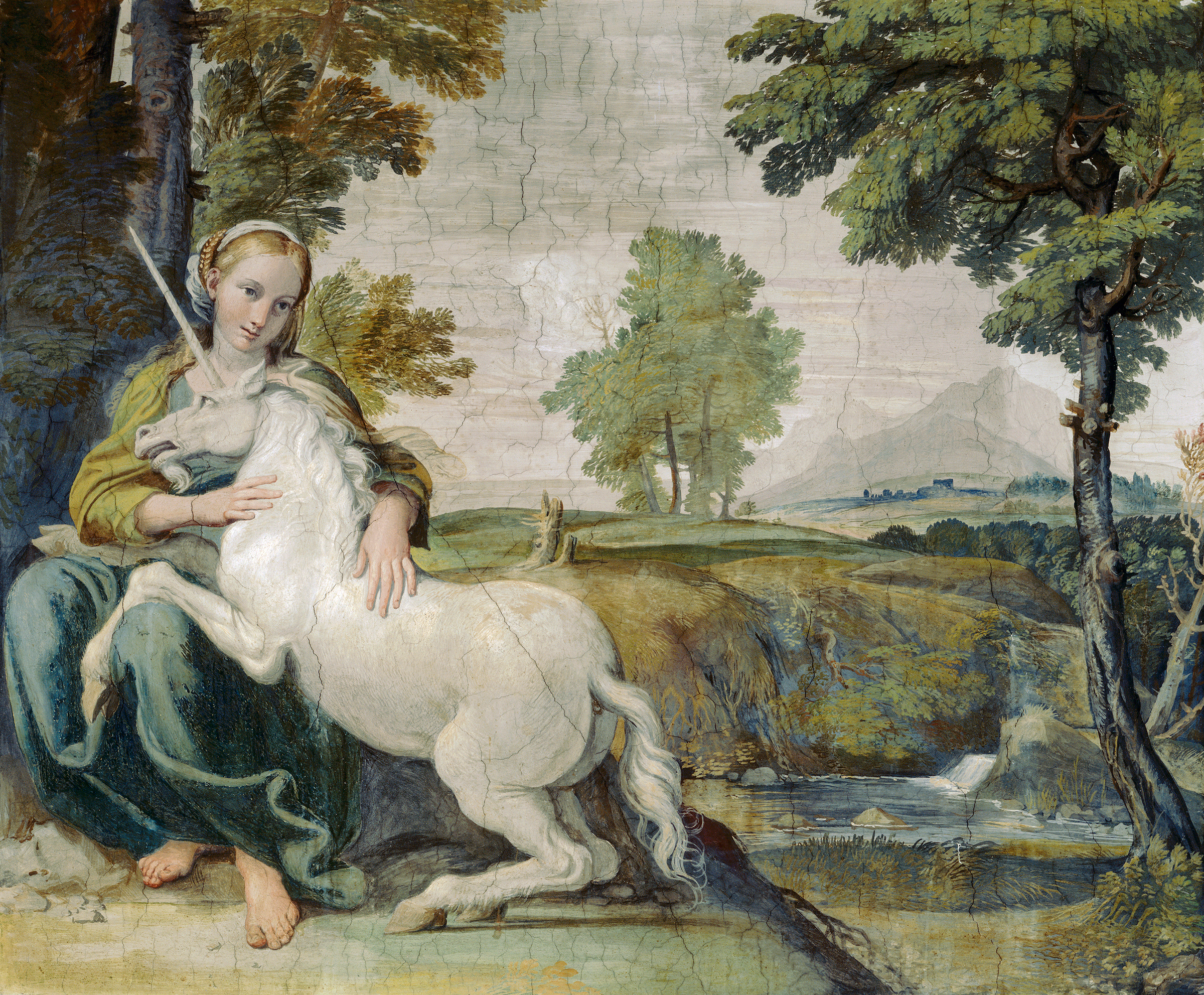
«Діва й Єдиноріг», що зображає Джулію Фарнезе, Доменікіно, приблизно 1602